# César Solaun
César Solaun Solana (Bilbao, 29 december 1970) is een Spaans voormalig beroepswielrenner. Hij reed in zijn carrière voor Euskadi en Banesto. 
Hij werd in 1997 tweede op het Spaans kampioenschap wielrennen voor elite.

## Belangrijkste overwinningen
1995
- 2e etappe Vuelta a los Valles Mineros

1998
- 3e etappe Ronde van Alentejo

2001
- 2e etappe Ronde van La Rioja
- Eindklassement Ronde van La Rioja

## Resultaten in voornaamste wedstrijden
| Jaar | Ronde van Italië | Ronde van Frankrijk | Ronde van Spanje |
| ---- | ---------------- | ------------------- | ---------------- |
| 1994 |                  |                     | 69e              |
| 1996 |                  |                     | 38e              |
| 1997 |                  |                     | opgave           |
| 1998 |                  | opgave              |                  |
| 1999 |                  | 39e                 | 66e              |
| 2001 | 28e              |                     |                  |

| Jaar | Milaan-San Remo | Luik-Bast.‑Luik | Waalse Pijl |
| ---- | --------------- | --------------- | ----------- |
| 1994 |                 |                 |             |
| 1996 |                 |                 |             |
| 1997 |                 |                 |             |
| 1998 |                 |                 |             |
| 1999 | 159e            |                 | 53e         |
| 2001 |                 | 45e             | 4e          |